# Picris albida
Picris albida là một loài thực vật có hoa trong họ Cúc. Loài này được Ball miêu tả khoa học đầu tiên năm 1873.